# The Golden God
The Golden God er en amerikansk stumfilm fra 1917.

## Medvirkende
- Alma Hanlon som Mary.
- Florence Short som Estelle.
- Mary Doyle som Ruth.
- Charles Hutchison som George.
- Al Stearn som Morton.